# Евлогий (Хесслер)
Митрополит Евлогий (итал. Metropolita Evloghios, в миру Клаус Августин Хесслер, нем. Klaus Augustin Hessler; 21 февраля 1935, Дортмунд, Вестфалия, Германия — 20 января 2019, Милан, Италия) — предстоятель неканонической юрисдикции Священный Миланский синод, митрополит Миланский и Аквилейский.

## Биография
Родился 21 февраля 1935 года в Дортмунде, в католической семье. Обучался в университете Ангеликум, в Риме.
Перешёл в православие и в 1971 году был рукоположён во пресвитера митрополитом Сурожским Антонием (Блумом) и в качестве клирика Западно-Европейского Экзархата Русской Православной Церкви направлен на приходское служение в Италию. В 1975 году был возведён в сан игумена.
Спустя некоторое время перешёл в юрисдикцию неканоничекого старостильного Авксентьевского Синода.
9 сентября 1984 года был рукоположён во «епископа Миланского». Хиротонию совершили епископ Лиссабонский Гавриил (Роша) и епископ Коимбрский и Авеирский Иаков.
В 1985 году автономная Митрополия Западной Европы, к которой принадлежал Евлогий выходит из Авксентьевского Синода и начинает автономное существование. В том же году Евлогий был возведён в сан архиепископа.
Во время завершающей стадии переговоров руководства Митрополии Западной Европы на предмет вхождения в юрисдикцию Польской Православной Церкви архиепископ Евлогий заявил свой резкий протест и 27 сентября 1990 года провозгласил образование новой юрисдикции, получившей наименование «Православная Автономная Митрополия Западной Европы» («Священный Миланский Синод»); со дня образования возглавлял данную организацию в сане «митрополита».
В 1994 году митрополит Евлогий (Хесслер) посетил Украинскую Православную Церковь Киевского Патриархата (УПЦ КП) и встретился с её главой Владимиром (Романюком). Итогом состоявшихся переговоров стало соглашение о включении «Священного Миланского Синода» в состав УПЦ КП на правах автономии.
Томосом от 20 марта 1994 года Киевский патриарх Владимир (Романюк) провозгласил акт учреждения Автономной Западноевропейской митрополии в составе Киевского Патриархата. Первоиерарх новообразованной автономии получил титул «Блаженнейшего архиепископа Милана, митрополита всея Западной Европы и Канады».
После избрания в 1995 года Филарета (Денисенко) «патриархом Киевским и всея Руси-Украины», между лидерами этих групп возникло взаимное отчуждение. Филарет Денисенко направил в 1996 году телеграмму митрополиту Евлогию с требованием отказаться от юрисдикционного возглавления приходов на американском континенте, а также требовал прекращения ношения митрополитом Евлогием белого патриаршего куколя. В ответ на эту телеграмму «Миланский Синод» прервал общение с Филаретом (Денисенко) и УПЦ КП.
4 апреля 2011 года Евлогий (Хесслер) от лица руководимой им структуры официально заявил о разрыве литургического общения со всеми неканоническими религиозными сообществами и о желании перейти в юрисдикцию Русской Православной Церкви Московского Патриархата. Случаи перехода клириков и общин «Миланского Синода» в Русскую православную церковь бывали и раньше.
8 апреля 2012 года заявил о сложении полученного в расколе архиерейского сана и совершал Божественную Литургию в сане архимандрита. Своё решение он мотивировал стремлением выйти из состояния раскола и воссоединиться с Русской Православной Церковью Московского Патриархата, клириком которого он в своё время являлся.
Однако в июле 2013 года, не дождавшись ответа от Московского Патриархата, Евлогий (Хесслер) и Авондий (Бика), вернули себе статус «архиереев», переименовали «Православный Экзархат Лонгобардии» в «Священный Миланский Синод», а также приняли в свою юрисдикцию «епископа Сан Джулио Д’Орта» Владимира (Фричи). На заседании 9 сентября 2013 года был восстановлен независимый синодальный орган.
19 января 2019 года был госпитализирован в тяжелом состоянии. Скончался 20 января 2019 года. С 21 по 26 января тело умершего находилось в помещении православной церкви (Via San Gregorio 5 Milano), а 26 января после заупокойной литургии и отпевания было погребено на Ламбратском кладбище в Милане.